# كيث موراي
كيث موراي (بالإنجليزية: Keith Murray) هو كاتب أغاني ومغني وموسيقي أمريكي، ولد في 29 مايو 1974 في نيويورك في الولايات المتحدة.

## وصلات خارجية
- كيث موراي على موقع ميوزك برينز (الإنجليزية)
- كيث موراي على موقع أول ميوزيك (الإنجليزية)
- كيث موراي على موقع ديسكوغز (الإنجليزية)